# Aulacopalpus aconcaguensis
Aulacopalpus aconcaguensis är en skalbaggsart som beskrevs av Smith 2002. Aulacopalpus aconcaguensis ingår i släktet Aulacopalpus och familjen Rutelidae. Inga underarter finns listade.